# 155 mm haubica M198
M198 – amerykańska haubica holowana. Jest przystosowana do desantu spadochronowego, może być również transportowana z pomocą śmigłowca CH-47 Chinook. W 1979 wykonano prototyp haubicy. Haubice M198 są zgrupowane w odrębnych armijnych i korpusowych jednostkach artyleryjskich, a także w dywizjonach artylerii dywizji lekkich i powietrznodesantowych. Używa ich także Korpus Piechoty Morskiej Stanów Zjednoczonych oraz armia australijska.
W US Army i USMC haubica M198 będzie zastąpiona przez ultralekką haubicę M777.

## Budowa
Posiada wzmocnioną lufę, która jest zakończona dwukomorowym hamulcem wylotowym. Ma wbudowany czujnik temperatury z trójkolorowym wskaźnikiem (określa stan termiczny lufy podczas strzelania), zamek śrubowy z uszczelnieniem i hydropneumatyczny oporopowrotnik.
Lufa podczas transportu jest obracana o 180° i przytwierdzona do ogonów. Do jej obracania posiada hydrauliczne urządzenie, które jest napędzane ręczną pompą. Koła haubicy na stanowisku ogniowym są wyłączane. W konstrukcji wykorzystano stopy lekkie. 

## Amunicja

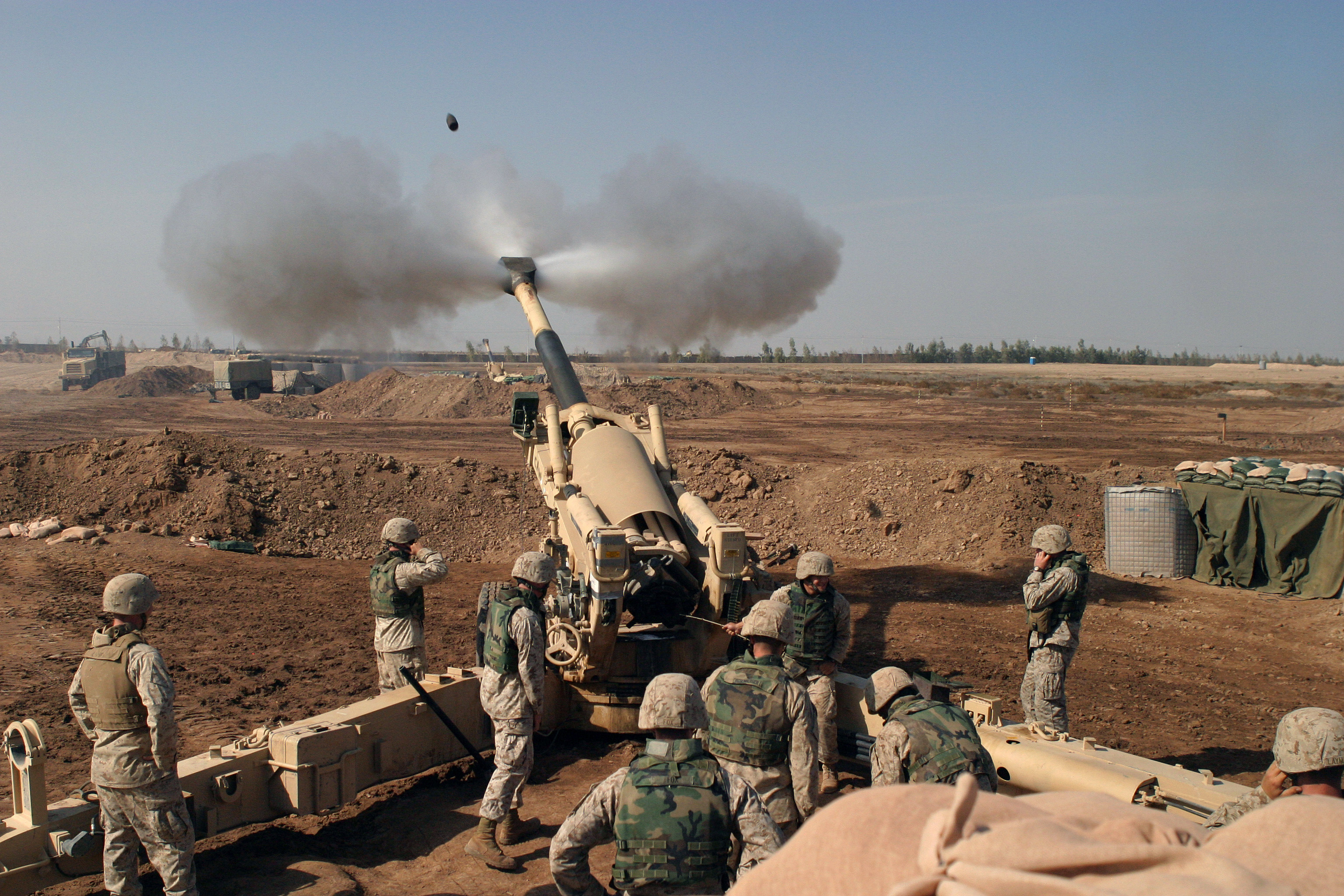
Haubica M198 w akcji bojowej w Iraku w 2004 roku

- M107 Normal Cavity - amunicja odłamkowo-burząca, razi nieprzyjaciela wybuchem jak i odłamkami o wielkiej prędkości (5000-6000 m/s). W promieniu 50 metrów od miejsca wybuchu rozciąga się strefa rażenia śmiertelnego, w promieniu 100 metrów pocisk powoduje rany.
- Dymna – używana do ukrycia ruchów własnych sił.
- Z białym fosforem - używana jako amunicja zapalająca i do wytwarzania dymu.
- Oświetlająca - pociski wybuchają na wysokości 600 metrów nad ziemią, wyrzucając flarę oświetlającą obszar w przybliżeniu 1 kilometra kwadratowego. Pociski oświetlające często używane są w połączeniu z odłamkowo-burzącymi. Mogą być również używane w ciągu dnia w do wskazywania celów dla lotnictwa. Czas oświetlania to 120 sekund.
- DPICM – kasetowa, każdy pocisk zawiera 88 podpocisków. Po wystrzeleniu podpociski uwalniają się nad celem, każdy z nich może przebić 50 mm stali. Ten typ amunicji wprowadzono jako odpowiedź na zagrożenie ze strony radzieckich czołgów w czasie zimnej wojny.
- M712 Copperhead – kierowane pociski artyleryjskie, używane do strzelania precyzyjnego, cel musi być oświetlony laserem naprowadzającym.
- SADAR – amunicja eksperymentalna, wystrzeliwana w kierunku wrogich pojazdów. Po wystrzeleniu pocisk się aktywuje, opadając na spadochronie kieruje się w stronę najbliższego pojazdu.